# Lake Marchant
Der Lake Marchant ist ein See in der Region Southland auf der Südinsel von Neuseeland.

## Geographie
Der Lake Marchant befindet sich in Fiordland, rund 1,7 km südöstlich des Taitetimu / Caswell Sound. Der rund 2,5 km² große See liegt auf einer Höhe von 45 m und erstreckt sich über eine Länge von rund 3,7 km in Nordnordwest-Südsüdost-Richtung. An seiner breitesten Stelle misst der See eine Breite von rund 900 m und kommt insgesamt auf einem Seeumfang von rund 8,7 km.
Gespeist wird der Lake Marchant von dem von Südosten kommenden Large Burn, der die Wässer des rund 4,3 km südöstlich liegenden Lake Mackinnon zuträgt und vom Norden zufließenden Stillwater River. Die Entwässerung findet über einen rund 2 km langen Abfluss in den Taitetimu / Caswell Sound statt.